# Richard Bennett (attore)
Richard Bennett, all'anagrafe Charles Clarence Bennett, (Deer Creek, 21 maggio 1870 – Los Angeles, 22 ottobre 1944), è stato un attore statunitense di teatro e di cinema. Fu un idolo dei matinée nei primi decenni del Novecento.

## Biografia
Figlio di Eliza Huffman e di George Washington Bennett, fece diversi lavori prima di dedicarsi al teatro come attore. Esordì a Chicago nel 1891 nella commedia The Limited Mail. Debuttò a New York nel 1899 con His Excellency the Governor, prodotta da Charles Frohman.

### Matrimoni
Si sposò per la prima volta a San Francisco nel 1901 con Grena Heller. I due si separarono quasi subito, divorziando nel 1903. Subito dopo, sposò l'attrice Adrienne Morrison da cui ebbe tre figlie che sarebbero diventate tutte e tre attrici: Constance Bennett (1904-1965), Barbara Bennett (1906-1958) e Joan Bennett (1910-1990).

## Filmografia
La filmografia è completa

### Attore
- Damaged Goods, regia di Tom Ricketts (1914)
- The Sable Blessing, regia di George L. Sargent (1916)
- Philip Holden - Waster, regia di George L. Sargent (1916)
- And the Law Says, regia di Richard Bennett (1916)
- The Valley of Decision, regia di Rae Berger (1916)
- The Gilded Youth, regia di George L. Sargent (1917)
- National Red Cross Pageant, regia di Christy Cabanne (1917)
- The End of the Road, regia di Edward H. Griffith (1919)
- The Eternal City, regia di George Fitzmaurice (1919)
- Youth for Sale, regia di Christy Cabanne (1924)
- Lying Wives, regia di Ivan Abramson (1925)
- The Home Towners, regia di Bryan Foy (1928)
- Five and Ten, regia (non accreditato) di Robert Z. Leonard (1931)
- Corsa alla vanità (Bought!), regia di Archie Mayo (1931)
- Un popolo muore (Arrowsmith), regia di John Ford (1931)
- Quest'età imprudente (This Reckless Age), regia di Frank Tuttle (1932)
- Non c'è amore più grande (No Greater Love), regia di Lewis Seiler (1932)
- Madame Racketeer, regia di Harry Wagstaff Gribble e Alexander Hall (1932)
- Strange Justice, regia di Victor Schertzinger (1932)
- Se avessi un milione (If I Had a Million), aa.vv. (1932)
- La suora bianca (The White Sister), regia (non accreditato) di Victor Fleming (1933)
- Il cantico dei cantici (The Song of Songs), regia di Rouben Mamoulian (1933)
- Lo sparviero (Big Executive), regia di Erle C. Kenton (1933)
- Nanà (Nana), regia di Dorothy Arzner e George Fitzmaurice (1934)
- 18 Minutes, regia di Monty Banks (1935)
- L'orgoglio degli Amberson (The Magnificent Ambersons), regia di Orson Welles (1942)
- Terrore sul Mar Nero (Journey Into Fear), regia di Norman Foster e, non accreditato, Orson Welles (1943)

### Sceneggiatore
- Damaged Goods, regia di Tom Ricketts (1914)
- The Valley of Decision, regia di Rae Berger (1916)
- Secret Marriage, regia di Tom Ricketts (1919)

### Regista
- And the Law Says (1916)

### Film e documentari dove appare Bennett
- Starland Review No. 1, documentario (1922)
- Meet the Stars#8: Stars Past and Present, regia di Harriet Parsons (1941)

### Direttore tecnico / Colonna sonora
- R.S.V.P., regia di Charles Ray - direttore tecnico (1921)
- The Barnstormer, regia di Charles Ray - direttore tecnico (1922)
- Se avessi un milione (If I Had a Million), aa.vv. - interprete di Sweet Genevieve (1932)
- L'inchiesta dell'ispettore Morgan (Blind Date), regia di Joseph Losey - interprete di I'm A Lonely Man (1959)

## Spettacoli teatrali
- They Knew What They Wanted (Broadway, 24 novembre 1924)